# Agnolo Gaddi
Agnolo Gaddi, italijanski slikar, * 1350, † oktober, 1396, Firence. Rodil se je in umrl v Firencah ter bil sin slikarja Taddea Gaddija.
Taddeo Gaddi je bil sam glavni učenec florentinskega mojstra Giotta. Agnolo je bil vpliven in ploden umetnik, ki je bil zadnji glavni florentinski slikar, ki je slogovno izšel iz Giotta. Med njegovimi učenci je bil tudi avtor umetniške razprave Cennino Cennini.
V kapeli Marijinega pasu v Pratu je na freskah upodobil Marijino zgodbo in legendo o njenem pasu, Gaddi pa je s freskami, ki prikazujejo Najdbo križa, okrasil frančiškansko cerkev Santa Croce v Firencah. Njegove oltarne slike so na Akademiji za likovno umetnost v Firencah, v baziliki Santa Maria Novella (Firence) in cerkvi Santo Spirito. V letih 1381–1387 je risal figure v Loggii de’ Signori (Loggia dei Lanzi) in v stolnici Santa Maria del Fiore, ki so bile izvedene v marmorju.
V zadnjih letih svojega življenja Gaddi skoraj ni bil umetnik, ampak skoraj izključno trgovec. Vendar sta med letoma 1392 in 1395 z bratom Giovannijem v Vatikanu sprejela nekatera dela papeža Urbana V., ki danes niso več ohranjena. Slikar je umrl 16. oktobra 1396 v Firencah v starosti približno 45 let.

## Slike
Giorgio Vasari je v svoje Življenje najbolj izvrstnih slikarjev, kiparjev in arhitektov vključil biografijo Agnola Gaddija. Gaddijevo delo vključuje freske v koru Santa Croce v Firencah, pa tudi:
- Marija na prestolu s svetniki in angeli (1380/1390), tempera na lesu, Narodna galerija umetnosti. Triptih, po naročilu morda za cistercijanski samostan.
- Kronanje Device (ok. 1370), tempera na les[4]. Ta slika je bila verjetno osrednja plošča oltarne slike, verjetno iz cerkve San Giovanni de' Fieri blizu Pise.
- Marija na prestolu in otrok z svetniki (ok. 1375) tempera na plošči v Galleria nazionale di Parma
- Marija ponižnosti z angeli (sredi 1390-ih), tempera na plošči
- Križanje (ok. 1390) tempera in zlato na plošči. Muzej Thyssen-Bornemisza, Madrid[5]
- Marija in otrok z angeli in svetniki, tempera na plošči (zbirka Palazzo Blu)
- Križanje (brez datuma), tempera na lesu. Del poliptiha.
- Zgodovina Device in Cintole v stolnici v Pratu